# Chương Xá
Chương Xá là một xã thuộc huyện Cẩm Khê, tỉnh Phú Thọ, Việt Nam.
Xã Chương Xá có diện tích 7,8 km², dân số năm 1999 là 2.822 người, mật độ dân số đạt 362 người/km².